# István Nagy (polityk)
István Nagy (ur. 6 października 1967 w Újfehértó) – węgierski polityk, agronom i nauczyciel akademicki, poseł do Zgromadzenia Narodowego, od 2018 minister rolnictwa.

## Życiorys
W 1992 ukończył inżynierię rolnictwa na Uniwersytecie Panońskim. W 1996 został absolwentem Uniwersytetu Techniczno-Ekonomicznego w Budapeszcie. W 2007 doktoryzował się w zakresie zootechniki. Początkowo pracował jako nauczyciel w szkole średniej, następnie od 1994 przez kilkanaście lat jako nauczyciel akademicki, m.in. na macierzystej uczelni.
W 1988 dołączył do Węgierskiego Forum Demokratycznego, jednak w 1999 przeszedł do Fideszu. W latach 2006–2010 był radnym komitatu Győr-Moson-Sopron i członkiem władz miejskich miejscowości Mosonmagyaróvár. W 2010 został wybrany na urząd burmistrza. W tym samym roku po raz pierwszy uzyskał mandat posła do Zgromadzenia Narodowego, z powodzeniem ubiegał się o reelekcję w wyborach w 2014, 2018 i 2022.
W 2014 objął funkcję sekretarza stanu w ministerstwie rolnictwa. W maju 2018 został ministrem rolnictwa w czwartym rządzie Viktora Orbána. Pozostał na tej funkcji również w utworzonym w maju 2022 piątym rządzie tegoż premiera.